# Куестлъв
Куестлъв (на английски: Questlove) е американски хип-хоп музикант – барабанист, звукозаписен продуцент, диджей.
Роден е на 20 януари 1971 година във Филаделфия в афроамериканско семейство на музиканти. Учи в средно училище по изкуства, където през 1987 година с Блек Тоут основава групата „Рутс“. Тя получава известност през 1999 година, а от 2009 година е постоянната група на популярното телевизионно токшоу на Джими Фалън. През 2021 година режисира документалния филм Summer of Soul, който получава „Оскар“ за документален филм.